# Aurangabade

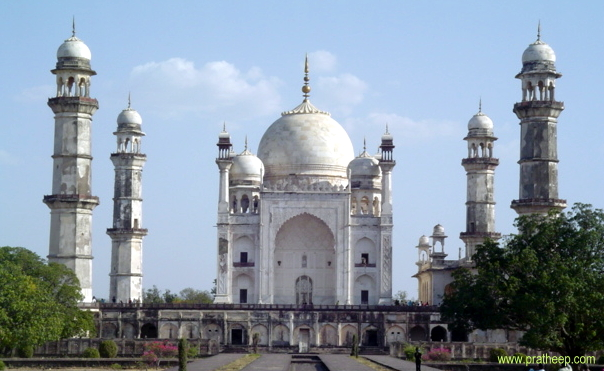
Mausoleu em Aurangabade

Aurangabade é uma cidade do estado de Maarastra, na Índia. Localiza-se no oeste do país. Tem cerca de 1 175 mil habitantes. Foi fundada em 1610 por Maleque Ambar.